# رایان لو
رایان لو (انگلیسی: Ryan Lowe؛ زادهٔ ۱۸ سپتامبر ۱۹۷۸) بازیکن سابق و مربی فوتبال اهل انگلستان است.
از باشگاه‌هایی که در آن بازی کرده‌است می‌توان به باشگاه فوتبال شفیلد ونزدی، باشگاه فوتبال ترانمره راورز، باشگاه فوتبال کرو آلکساندرا، باشگاه فوتبال استوک‌پورت کانتی، باشگاه فوتبال بری، باشگاه فوتبال بارسکو، باشگاه فوتبال میلتون کینز دونز، و باشگاه فوتبال شروزبری تاون اشاره کرد.